# August David Krohn
August David Krohn ( * San Petersburgo, 1803 – 1891) fue un zoólogo ruso, de origen germano. Fue hijo de Abraham Krohn, fundador de la primera cervecería de Rusia, que se encontraba en la isla de Rügen para servir en la corte de Catalina la Grande. Y era tío del folclorista y activista del Movimiento Fennoman Julius Krohn. De acuerdo a la leyenda, Krohn habría dejado Europa Central luego de perder a su joven hermano Leopold compitiendo por la mano de la hija de quince años del dueño de la mansión Vyborg. Y permaneció soltero hasta su deceso a los 88.
Krohn trabajó en la Universidad de Bonn en zoología, anatomía y en embriología. Fue pionero en biología marina y publicando obras esenciales sobre "Chaetognatha" en 1844 & 1853. Fue correspondiente con Charles Darwin y se dice que le puntualizó errores en sus tesis.

## Abreviatura (zoología)
La abreviatura Krohn  se emplea para indicar a August David Krohn como autoridad en la descripción y taxonomía en zoología.

Fue el primero en clasificar el filo "Dicyemida" del reino Animalia.

## Honores
Las especies Euphausia krohnii y Cliopsis krohnii y la familia Eukrohniidae se nombraron en su honor.

## Publicaciones

### Libros
- Krohn, Augustus Davides (1826). De iridodialysis operatione instrumentisque in ea adhibendis : Dissertatio ophthalmologica inauguralis ... ([iv], 32, [1] p., 3 plates ; 26.2 cm.) (en latin). Berolini (Berlín): Typis Academiæ Regiæ Scientiarum. OCLC: 16066369. «Doctoral thesis».

- Krohn, August David (1844). Anatomisch-physiologische Bebachtungen über die Sagitta bipuncta. Hamburgo: Nestler & Melle.

- Krohn, August David (1849). Beitrag zur Entwicklungsgeschichte der Seeigellarven (35, [1] p.: 2 plates; 27 cm). Heidelberg: Julius Groos. «Sea urchins».

- Krohn, A (1860). Beiträge zur Entwicklungsgeschichte der Pteropoden und Heteropoden (1-45, 2 pls.). Leipzig: Engelmann.

### Revistas
- Krohn, A (1845). «Ueber einen neuen cephalopoden (Octopodoteuthis).». Archiv fur Naturgeschichte 11: 47-49.

- Krohn, A (1847). «Nachtrage zu den Aufsatzen uber Tiedemannia, Octopodoteuthis und Alciopa. , 13.». Archiv fur Naturgeschichte 13: 36-40. (enlace roto disponible en Internet Archive; véase el historial, la primera versión y la última).

- Krohn, August David (enero  de 1847). «Observations sur deux nouveaux genres de Gastéropodes (Lobiger et Lophocercus)». Annales des sciences naturelles. Tome VII (In 8°): 9-(1).

- Krohn, A (1860). «Über die Schale der Larven des Gasteropteron Meckelii». Archiv fur Naturgeschichte: 64-68.

- Krohn, August (1837). «Ueber das Auge der lebendiggebährenden Sumpfschnecke (Paludina vivipara)». Archiv für Anatomie, Physiologie und wissenschaftliche Medicin: 479-485.

- Krohn, August (1837). «Ueber die Structur der Iris der Vögel und ihren Bewegungsmechanismus». Archiv für Anatomie, Physiologie und wissenschaftliche Medicin: 357-380.

- Krohn, August (1839). «Ueber das Nervensystem des Sipunculus nudus». Archiv für Anatomie, Physiologie und wissenschaftliche Medicin: 348-352.

- Krohn, August (1839). «Fernerer Beitrag zur Kenntniss des Schneckenauges». Archiv für Anatomie, Physiologie und wissenschaftliche Medicin: 332-337.

- Krohn, August (1839). «Ueber das wasserführende System einiger Cephalopoden». Archiv für Anatomie, Physiologie und wissenschaftliche Medicin: 353-359.

- Krohn, August (1840). «Ueber augenähnliche Organe bei Pecten und Spondylus». Archiv für Anatomie, Physiologie und wissenschaftliche Medicin: 371-386.

- Krohn, August (1841). «Ueber die Anordnung des Nervensystems der Echiniden und Holothurien im Allgemeinen». Archiv für Anatomie, Physiologie und wissenschaftliche Medicin: 1-13.

- Krohn, August (1842). «Ueber den Sternapsis thalassemoides». Archiv für Anatomie, Physiologie und wissenschaftliche Medicin: 426-432.

- Krohn, August (1842). «Ueber den Vertumnus tethidicola». Archiv für Anatomie, Physiologie und wissenschaftliche Medicin: 418-423.

- Krohn, August (1843). «Einige Bemerkungen und Beobachtungen über die Geschlechtsverhältnisse bei den Sertularinen». Archiv für Anatomie, Physiologie und wissenschaftliche Medicin: 174-181.

- Krohn, August (1851). «Ueber die Larve des Sinpunculus nudus, nebst vorausgeschickten Bemerkungen über die Sexualverhältnisse der Sipunculiden». Archiv für Anatomie, Physiologie und wissenschaftliche Medicin: 368-379.

- Krohn, August (1851). «Ueber die Entwickelung einer lebendig gebärenden Ophiure: Briefliche Mittheilung an den Herausgeber». Archiv für Anatomie, Physiologie und wissenschaftliche Medicin: 338-343.

- Krohn, August (1851). «Beobachtungen aus der Entwickelungsgeschichte der Holothurien und Seeigel: Briefliche Mittheilung an den Herausgeber». Archiv für Anatomie, Physiologie und wissenschaftliche Medicin: 344-352.

- Krohn, August (1852). «Ueber die Entwickelung der Ascidien». Archiv für Anatomie, Physiologie und wissenschaftliche Medicin: 312-333.

- Krohn, August (1853). «Ueber einige niedere Thiere: Briefliche Mittheilung an den Herausgeber». Archiv für Anatomie, Physiologie und wissenschaftliche Medicin: 137-141.

- Krohn, August (1853). «Ueber die Lehre von Spatangus purpureus». Archiv für Anatomie, Physiologie und wissenschaftliche Medicin: 255-259.

- Krohn, August (1853). «Ueber die Brut des Cladonema radiatum und deren Entwickelung zum Stauridium». Archiv für Anatomie, Physiologie und wissenschaftliche Medicin: 420-426.

- Krohn, August (1853). «Ueber die Entwickelung der Seesterne und Holothurien». Archiv für Anatomie, Physiologie und wissenschaftliche Medicin: 317-321.

- Krohn, August (1853). «Ueber die Larve des Echinus brevispinosus». Archiv für Anatomie, Physiologie und wissenschaftliche Medicin: 361-364.

- Krohn, August (1854). «Beobachtungen über Echinodermenlarven». Archiv für Anatomie, Physiologie und wissenschaftliche Medicin: 208-213.

- Krohn, August (1855). «Ueber die frühesten Entwickelungsstufen der Pelagia noctiluca». Archiv für Anatomie, Physiologie und wissenschaftliche Medicin: 491-497.

- Krohn, August (1855). «Ueber die Sprösslinge von Autoglytus prolifera Gr.». Archiv für Anatomie, Physiologie und wissenschaftliche Medicin: 489-490.

- Krohn, August (1856). «Beobachtungen aus der Entwickelungsgeschichte der Pteropoden und Echinodermen: Briefliche Mittheilung an den Herausgeber». Archiv für Anatomie, Physiologie und wissenschaftliche Medicin: 515-522.

- Krohn, August (1857). «Beobachtungen aus der Entwicklungsgeschichte der Pteropoden und Heteropoden: Briefliche Mittheilung an den Herausgeber». Archiv für Anatomie, Physiologie und wissenschaftliche Medicin: 459-468.

- Krohn, August (1857). «Ueber einen neuen Entwicklungsmodus der Ophiuren». Archiv für Anatomie, Physiologie und wissenschaftliche Medicin: 369-375.

- Krohn, August (1858). «Ueber Pilidium und Actinotrocha». Archiv für Anatomie, Physiologie und wissenschaftliche Medicin: 289-301.

- Krohn, August; Anton Schneide (1867). «Ueber Annelidlarven mit porösen Hüllen». Archiv für Anatomie, Physiologie und wissenschaftliche Medicin: 498-508.